# 蒙托罗
蒙托罗（西班牙語：Montoro），是西班牙安达卢西亚自治区科尔多瓦省的一个市镇。总面积586平方公里，总人口9407人（2001年），人口密度16人/平方公里。